# Berhomet pe Siret
Berhomet pe Siret, întâlnit și sub formele Berhomete sau Berehomete pe Siret (în ucraineană Берегомет, transliterat Berehomet și în germană Berhometh/S.) este un oraș în raionul Vijnița din regiunea Cernăuți (Ucraina), aproximativ 30 km în vest de vechea capitală a Bucovinei Cernăuți. Are 8,513 locuitori, preponderent huțuli și o suprafață de 108 km².

## Geografic
Berhometul este situat la o altitudine de 467 metri în valea Siretului (denumire primită după confluența cu Siretul Mic) în partea de centru a raionului Vijnița. Râul străbate localitatea, unde începe să-și schimbe direcția de curgere către sud-est. Între pârâul Lăpușna, spre vest, Ceremușul, spre nord și Siretul spre sud, se întind munții Vijnicioarei la poalele Munților Carpați cu vârful cel mai însemnat Măgura (1017m) și orașul.
De Berhomet depinde administrativ satul Zaricicea.

## Istorie

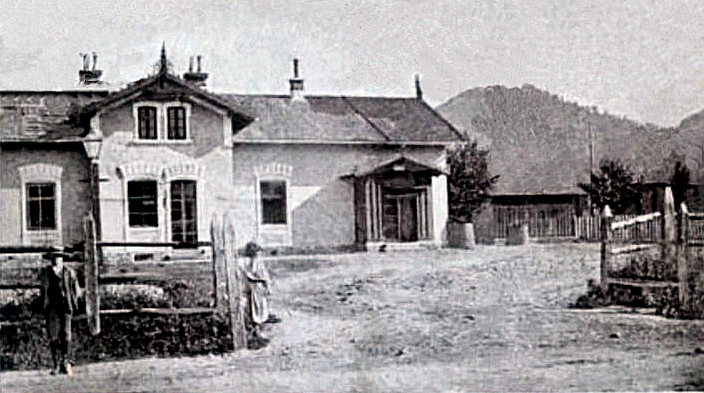
Gara din Berhomet după 1886

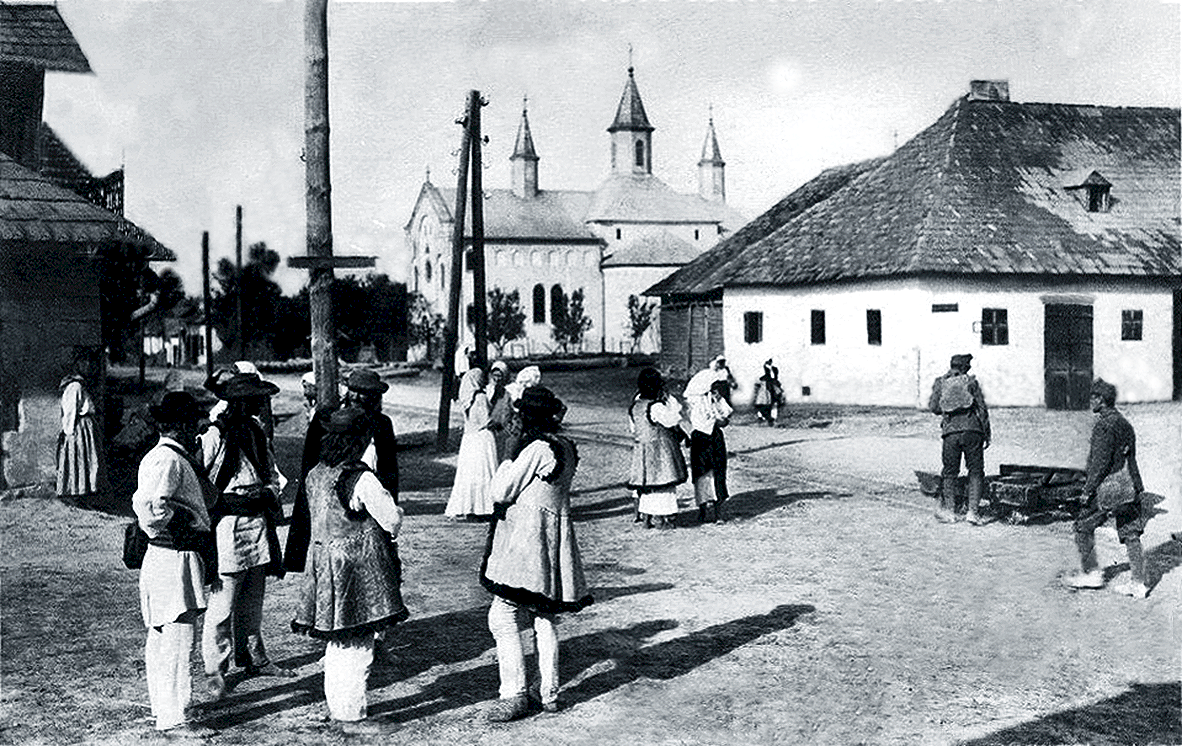
Berhomet pe timpul electrificării pe la 1890

Localitatea Berhomet pe Siret a fost fondată în secolul al XV-lea, perioadă când făcea parte din Principatului Moldovei. După opinia unor istorici, denumirea localității vine de la cuvântul german Berg (de munte).
În ianuarie 1775, ca urmare a atitudinii de neutralitate pe care l-a avut în timpul conflictului militar dintre Turcia și Rusia (1768-1774), Imperiul Habsburgic (Austria de astăzi) a primit o parte din teritoriul Moldovei, teritoriu cunoscut sub denumirea de Bucovina. După anexarea Bucovinei de către Imperiul Habsburgic în anul 1775, localitatea Berhomet pe Siret a făcut parte din Ducatul Bucovinei, guvernat de către austrieci, făcând parte din districtul Vijnița (în germană Wiznitz).
De la sfârșitul secolului al 17-lea, satul a aparținut în majoritate familiei Wassilko (din 1888 fideicomis), care a construit acolo un castel ca nou sediu.
În anul 1837, pe atunci cavalerul Iordachi de Wassilko (1855 baron), a dat voie, ca unul dintre primii proprietari, să se stabilească 40 de familii germane, coloniștii veniți din Sudetenland, pe lângă râului Mihodra la Berhomet, populația autohtonă fiind prea mică. El le-a închiriat teren și a dat drepturi de lemn pentru doar unu la doi florini pe lună.

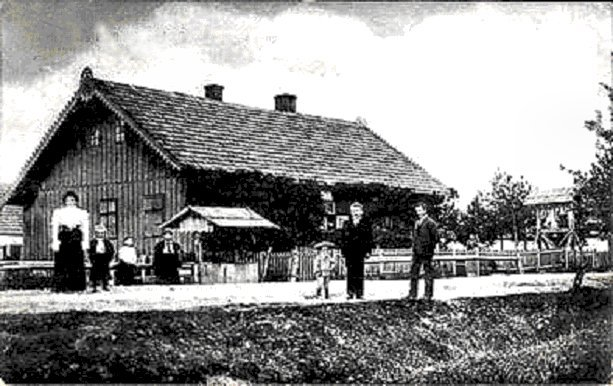
Școala la Katharinendorf pe la 1900

Pentru a cultiva pământul pe proprietatea sa, Alexandru, fiul lui Iordachi, a fondat două sate, Alexanderdorf (1863) și Katharinendorf (1869), denumite după el și soția sa (Ecaterina de Flondor), unde a stabilit țărani germano-luterani din zonă și din Brigidau în Galiția cu un total de 50 de familii. A oferit gratuit fiecăreia până la 18 hectare de teren, precum și dreptul la cherestea pentru construcția de case și lemn de foc. În plus, coloniștii au primit un teren de 1,15 hectare fiecare pentru construcția casei, grajdurilor și unei grădini. Contractele de închiriere au fost încheiate pe o perioadă de 25 de ani, care a putut fi prelungită cu încă 25 de ani. În ambele locuri a construit școli germane (Katharinendorf  în 1875), iar pentru susținerea lor au fost cerute familiilor un impozit regulat, mic. După ce cea mai apropiată biserică luterană se afla la 70 km distanță în Cernăuți, Alexandru a ordonat să se clădească o biserică luterană pentru cele două sate. Astfel, datorită celor două domenii, Berhomet a avut un număr mare de 374 de luterani germani (1910). Dar germanii bucovinieni au trebuit să părăsească comuna din cauza deciziei pentru strămutarea populației „ariane” efectuată de regimul hitlerist în 1940.
În ziua de 30 noiembrie 1886, s-a inaugurat calea ferată Adâncata–Berhomet pe Siret –Carapciu, primii călători festivi fiind, între alții, baronul Alexandru Wassilko, căpitanul țării, baronul Mustață, reprezentant al comitetului țării, baronul Eugen de Stârcea, consilier guvernamental, colonelul Seracsin, baronul Eudoxiu de Hurmuzachi și Nicolae Balmoș – căpitani districtuali, baronul Alexandru Petrino și cavalerul Ion de Zotta.
În 1887, baronul a ordonat construcția unei noi biserici „Sf. Nicolae”, care a fost finalizată în 1889. De aceea, a solicitat demontarea vechii biserici, clădită de străbunicul său Alexandru (n. 1 aprilie 1717, Lucavăț - d. 22 mai 1787, Berhomet) în 1773, și reconstrucția ei în stadiu originar în Șipotele pe Siret, tot un sat din fideicomisul Wassilko.

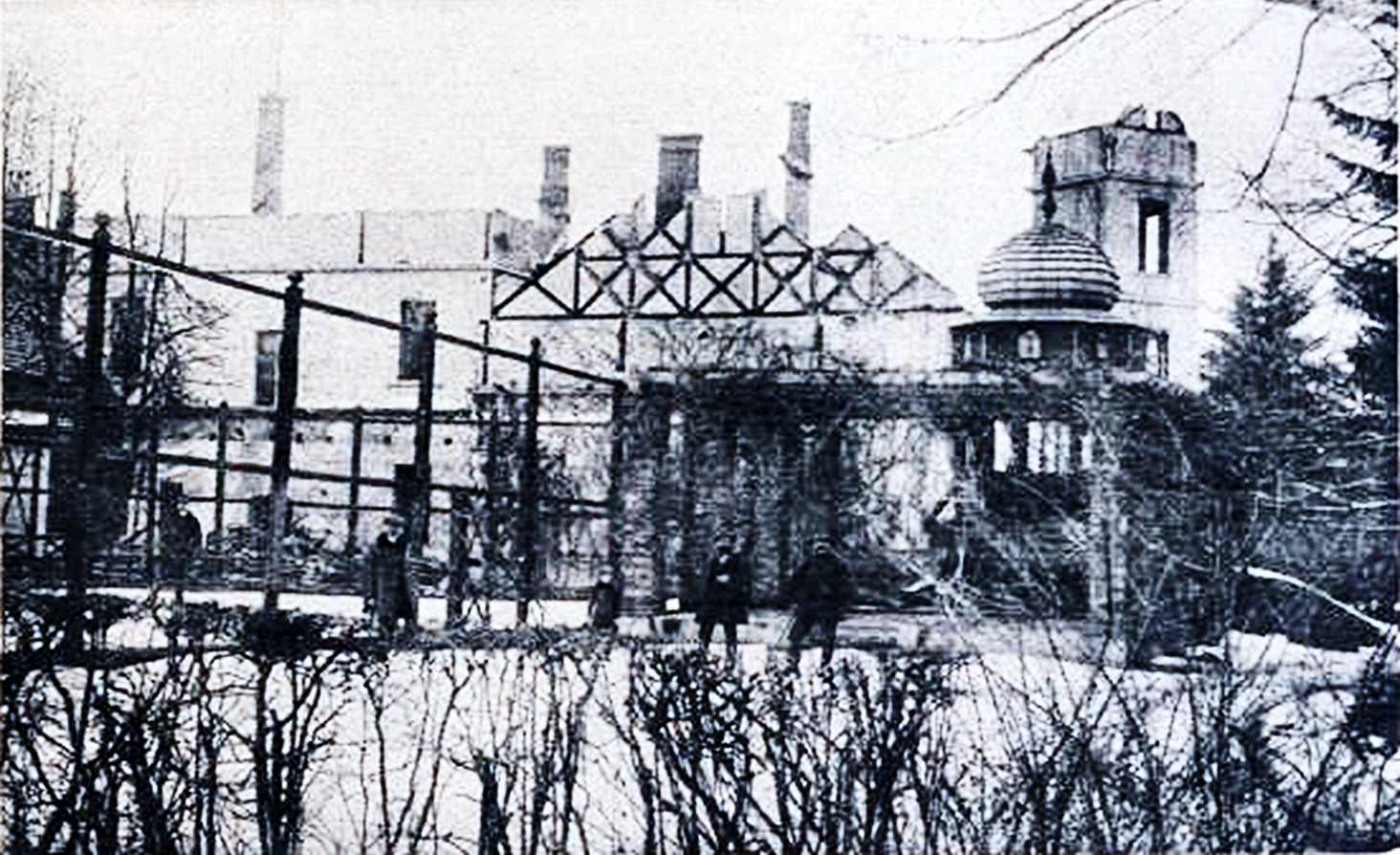
Castelul Berhomet distrus 1915

Deja la începutul celui de-al doilea mandat (1888-1991) ca  mareșal al ducatului Bucovina, baronul Alexandru Wassilko de Serecki a prevăzut începutul electrificării orașului Cernăuți și a regiunii. Berhomet a beneficiat ca una dintre primele comune în afara capitalei de ea (1890-1891). Potrivit recensământului din 1890, Berhomet a fost considerat târg.
În februarie 1915, castelul din Berhomet a fost distrus de hoardele cazacilor ale armatei rusești ca și toate altele care au aparținut familiilor de etnie română. Numai cel al polonezului Potocki a fost cruțat.
După Unirea Bucovinei cu România la 28 noiembrie 1918, satul Berhomet pe Siret a făcut parte din componența României, în Plasa Răstoacelor a județului Storojineț. Pe atunci, majoritatea populației era formată din ucraineni, existând și comunități de români și de evrei. În perioada interbelică a funcționat aici o Casă ucraineană de lectură cu două biblioteci, un protopopiat ortodox (în jurisdicția Mitropoliei Bucovinei și Dalmației), iar Casa Asigurărilor Sociale din Cernăuți dispunea de servicii medicale în comună .
Ca urmare a Pactului Ribbentrop-Molotov (1939), Bucovina de Nord a fost anexată de către URSS la 28 iunie 1940, reintrând în componența României în perioada 1941-1944. Apoi, Bucovina de Nord a fost reocupată de către URSS în anul 1944 și integrată în componența RSS Ucrainene. Berhomet a devenit un important centru al industriei forestiere, aici fiind localizat cel mai mare combinat de prelucrare a lemnului din regiune. În anul 1963, a primit statutul de așezare urbană (orășel).
Începând din anul 1991, orașul Berhomet pe Siret face parte din raionul Vijnița al regiunii Cernăuți din cadrul Ucrainei independente. Conform recensământului din 1989, numărul locuitorilor care s-au declarat români plus moldoveni era de 44 (30+14), adică 0,53% din populația localității . În prezent, orașul are 8.513 locuitori, preponderent ucraineni.
În oraș se află un liceu și 4 școli tehnice, o gară, o fabrică de cherestea, un spital și o piață. Pentru amuzament există clubul de noapte "Jungle" și disco-barul "Emilia". De asemenea, în oraș se pot vizita mai multe baruri și restaurante.

## Personalități
- Hariton Borodai (1913-1944) - poet și jurnalist ucrainean
- Miroslava Șandru (1916-1983) - folcloristă și etnografă ucraineană, cunoscută colecționară de folclor huțul
- Baronul Alexandru Wassilko de Serecki (1827–1893), stăpân al fideicomisului, căpitan al ducatului imperial al Bucovinei (1870-1871, 1884–1892)
- Contele Gheorghe Wassilko de Serecki (1864–1940), cămărar imperial, stăpîn al fideicomisului, căpitan al ducatului imperial al Bucovinei (1904–1911), vicepreședinte al Senatului Român (1919)
- Alexandru conte Wassilko de Serecki (1871–1920), cămărar imperial, șef de cameră al arhiducelui Heinrich Ferdinand Toscana]] și ofițer imperial apoi român

## Demografie
Componența lingvistică a așezării de tip urban Berhomet pe Siret
     Ucraineană (98,51%)
     Rusă (1,15%)
     Alte limbi (0,3%)
Conform recensământului din 2001, majoritatea populației așezării de tip urban Berhomet pe Siret era vorbitoare de ucraineană (98,51%), existând în minoritate și vorbitori de rusă (1,15%).
1930: 7.369 (recensământ)
1989: 8.325 (recensământ)
2007: 8.513 (estimare)

### Recensământul din 1930
Componența etnică a comunei Berhomet pe Siret (județul Storojineț)
     Români (1,76%)
     Germani (2,82%)
     Evrei (13,28%)
     Ruteni (79,69%)
     Polonezi (2,19%)
     Altă etnie (0,26%)
Componența confesională a comunei Berhomet pe Siret
     Ortodocși (80,83%)
     Romano-catolici (4,56%)
     Mozaici (13,28%)
     Altă religie (1,33%)
Conform recensământului efectuat în 1930, populația comunei Berhomet pe Siret se ridica la 7.369 locuitori. Majoritatea locuitorilor erau ruteni (79,69%), cu o minoritate de germani (2,82%), una de evrei (13,28%), una de români (1,76%) și una de polonezi (2,19%). Alte persoane s-au declarat: ruși (2 persoane), sârbi\croați\sloveni (1 persoană) și cehi\slovaci (13 persoane). Din punct de vedere confesional, majoritatea locuitorilor erau ortodocși (80,83%), dar existau și romano-catolici (4,56%) și mozaici (13,28%). Alte persoane au declarat: greco-catolici (48 de persoane), evanghelici\luterani (47 de persoane) și armeano-catolici (2 persoane).

## Obiective turistice
În perioada sovietică, orașul a devenit o stațiune turistică de interes local, orientată mai ales spre tineret. În ultimii ani turismul, în special turismul ecologic, redevine o activitate economică importantă.
Obiectivele de interes turistic ale localității sunt: 
- Parcul fostului castel al conților Wassilko von Serecki (sec. XIX),
- Biserica "Sf. Nicolae" (1786),
- Biserica "Sf. Mihail" (sec. XIX) și
- Biserica "Sf. Iurie" (sec. XIX).

## Galerie de imagini

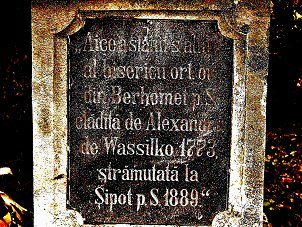
Placa comemorativă pentru vechea biserică
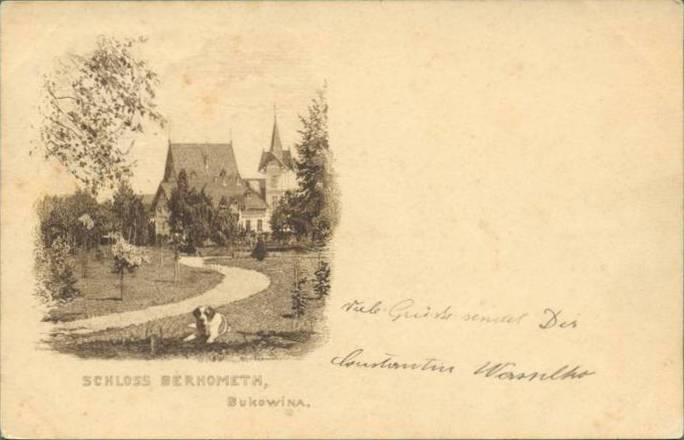
Castelul Berhomet în 1904
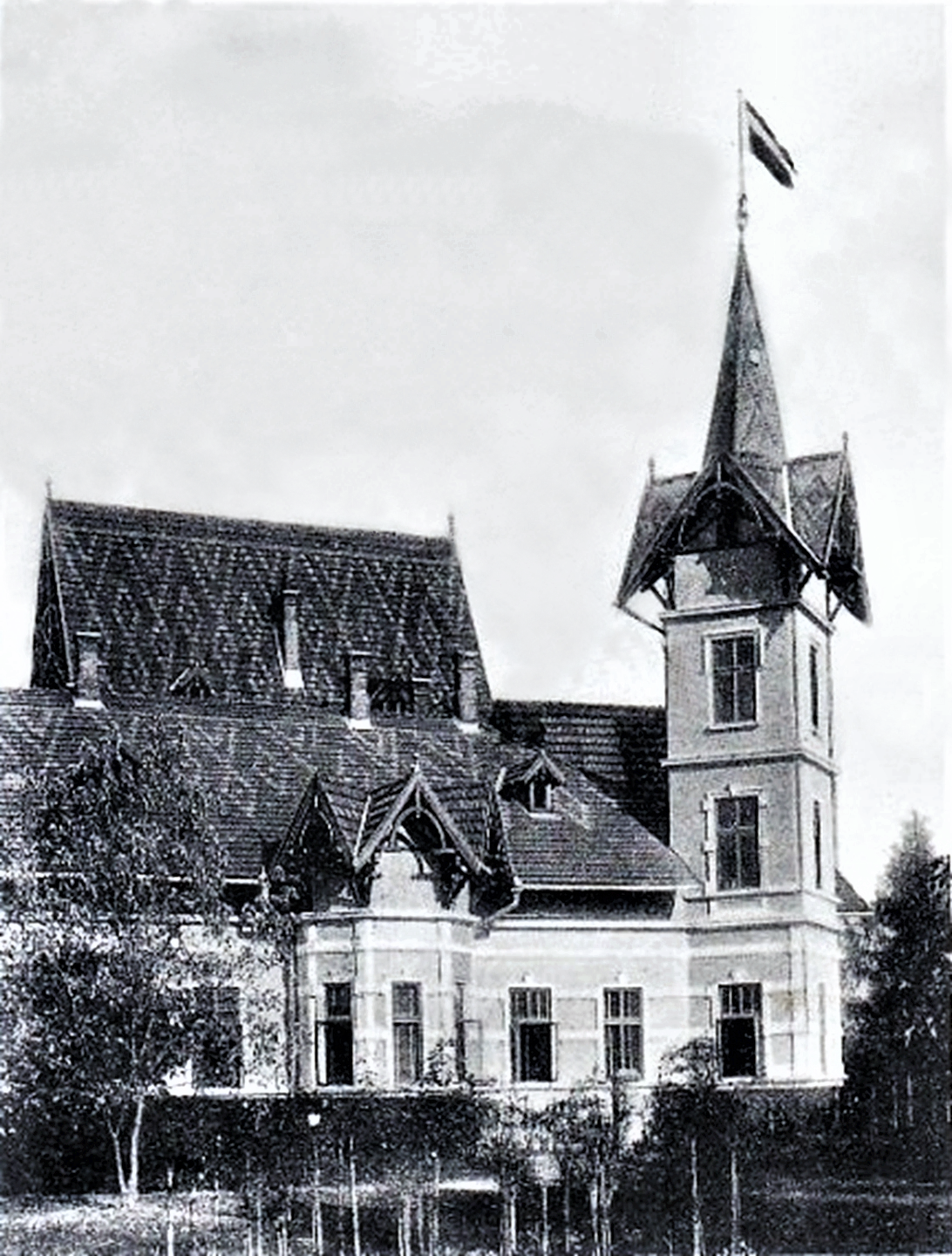
Castelul Berhomet după 1900 - 1
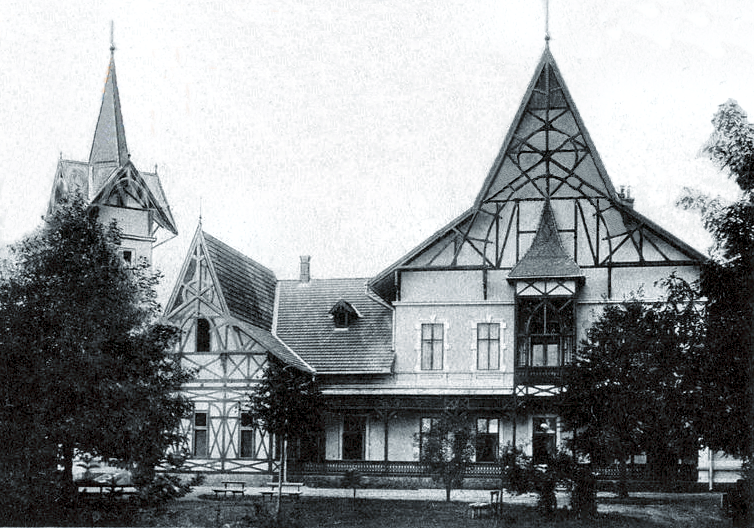
Castelul Berhomet după 1900 - 2
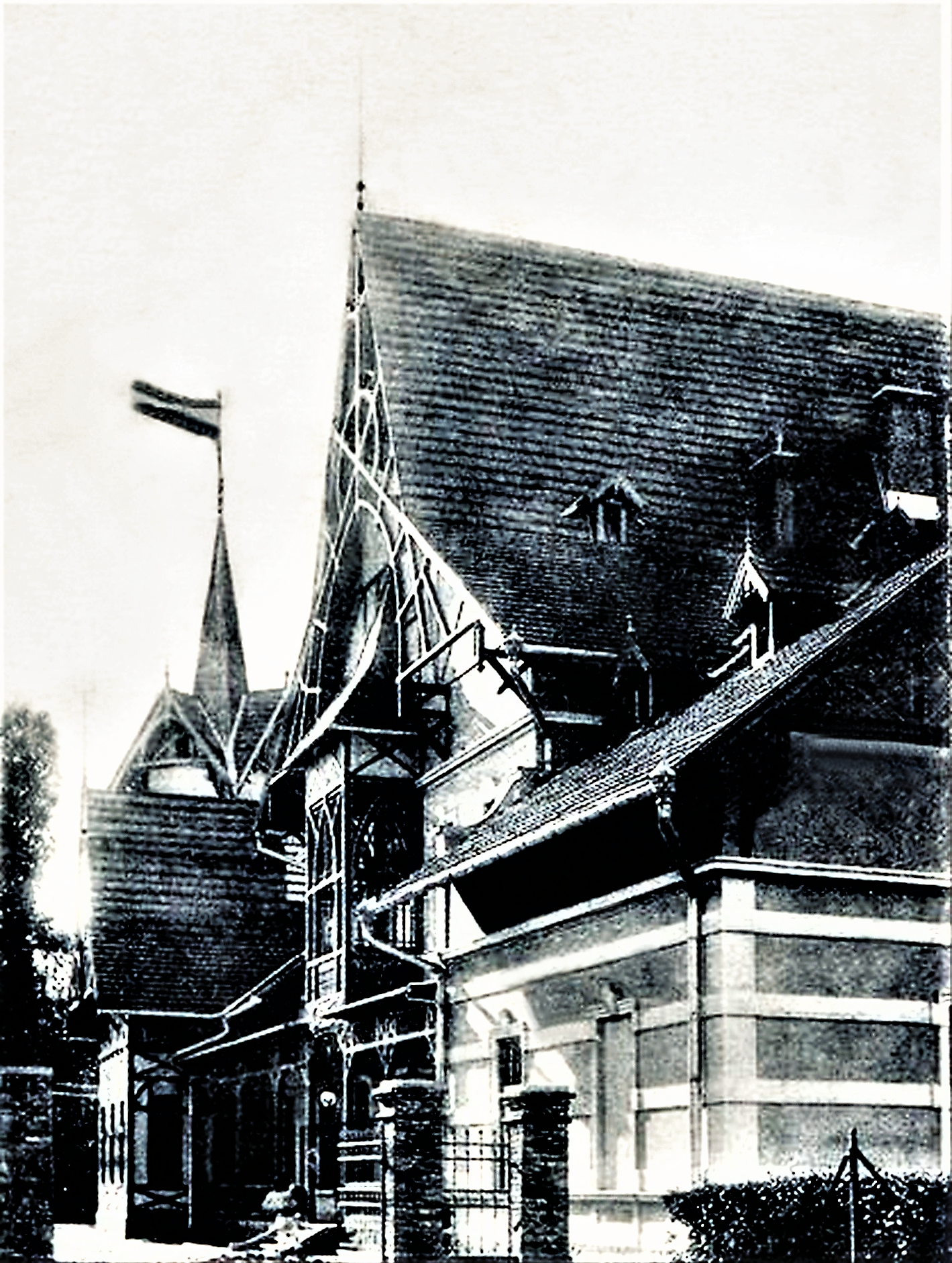
Castelul Berhomet după 1900 - 2
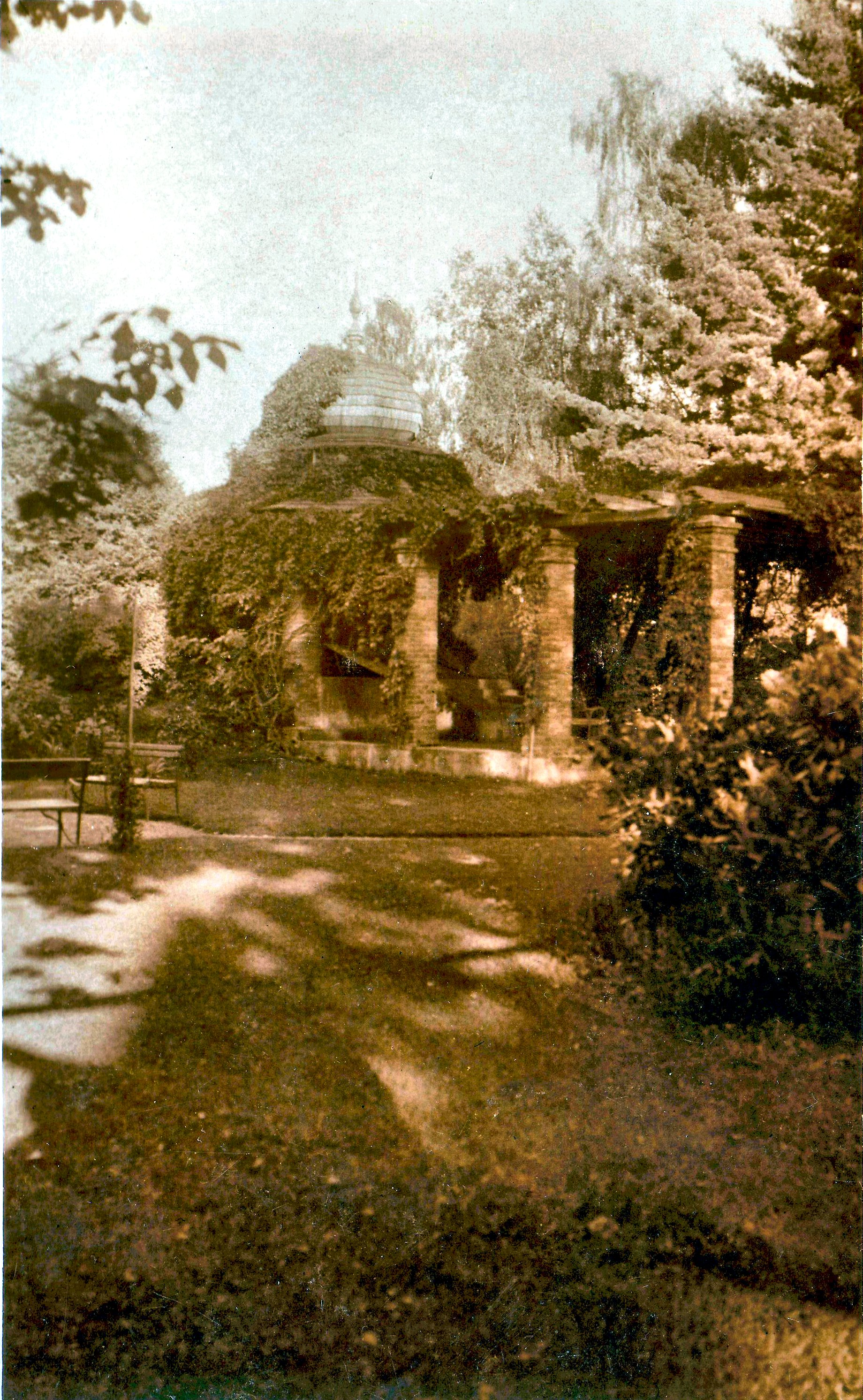
Parcul castelului Berhomet 1
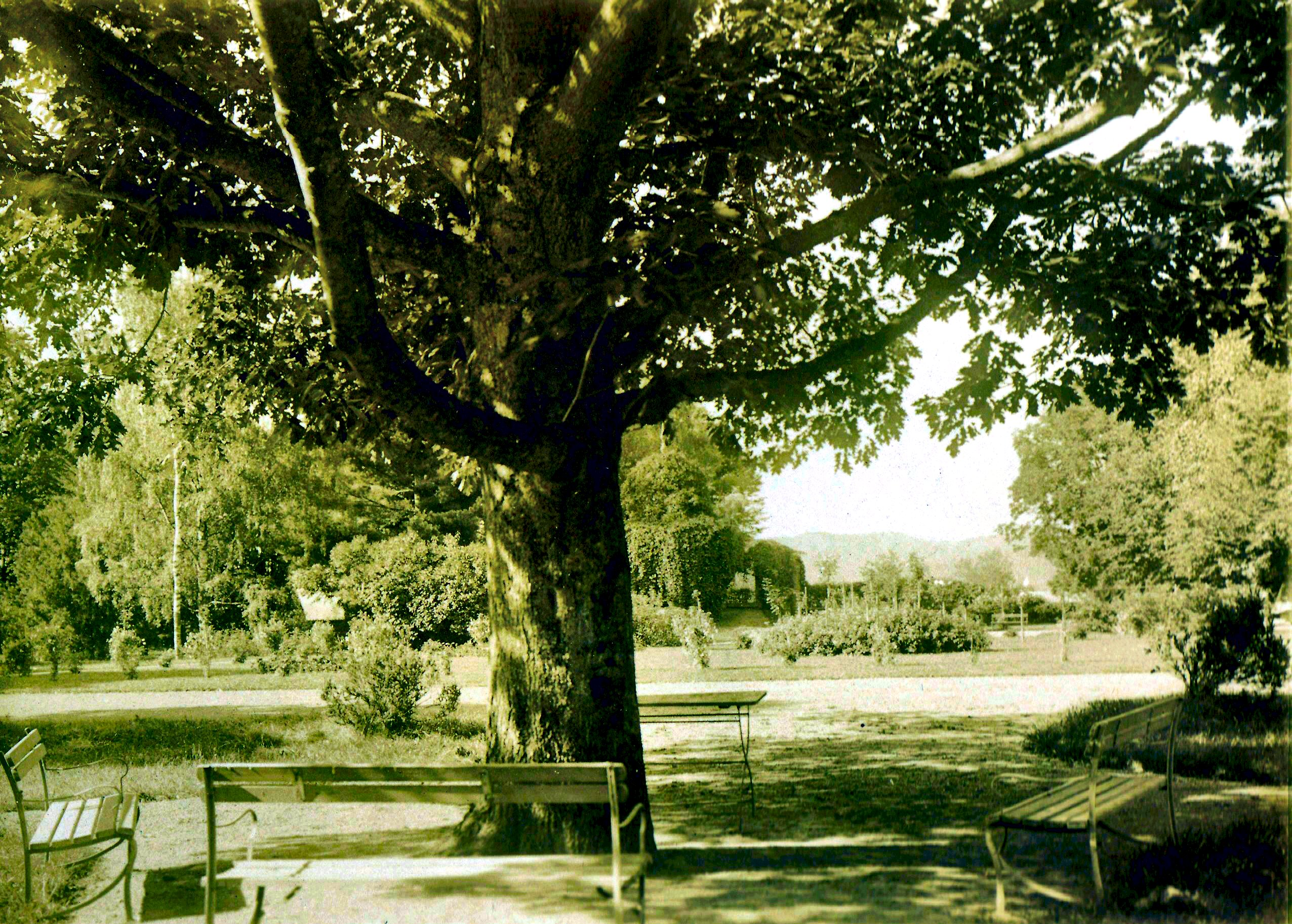
Parcul castelului Berhomet 3
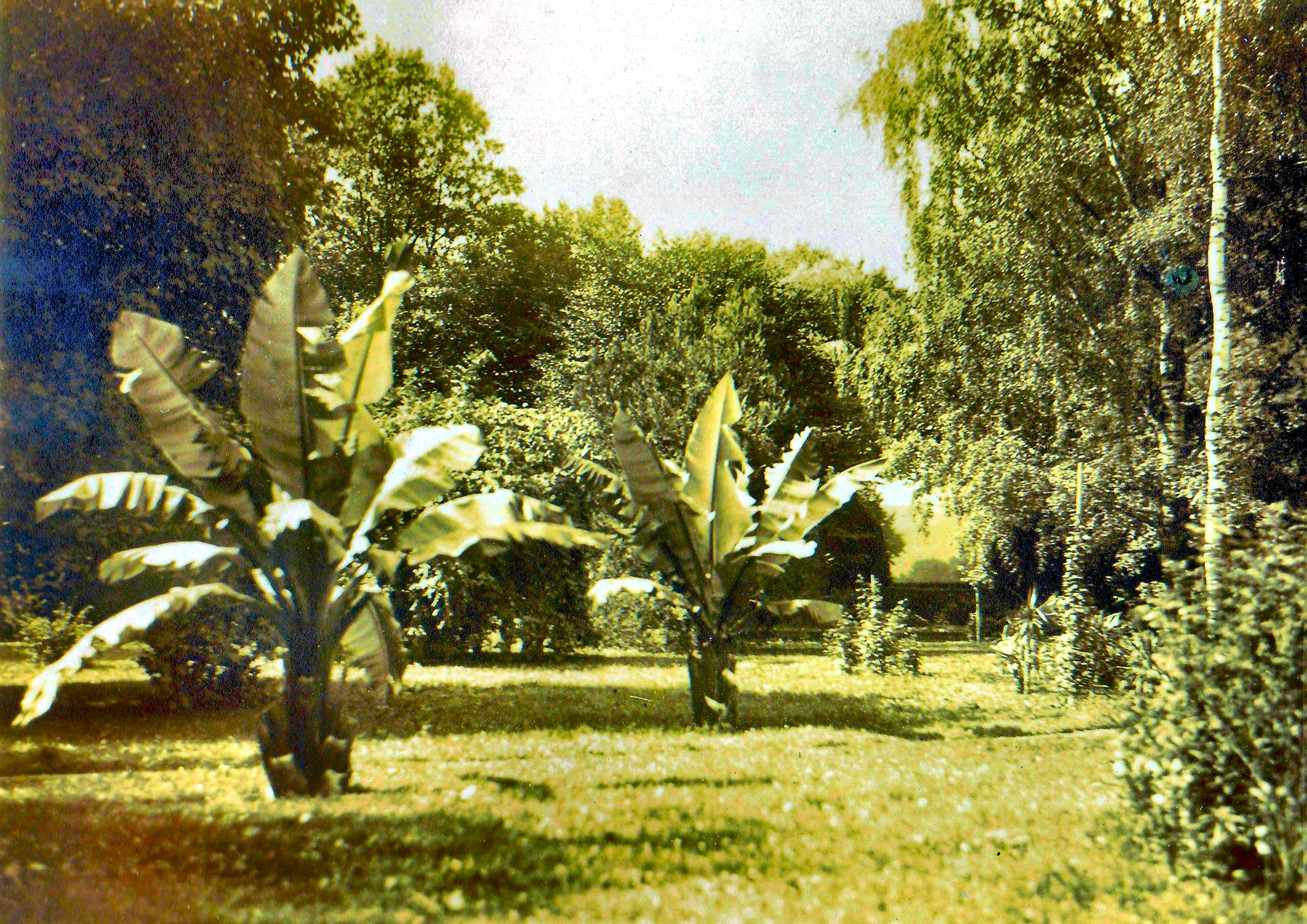
Parcul castelului Berhomet 5
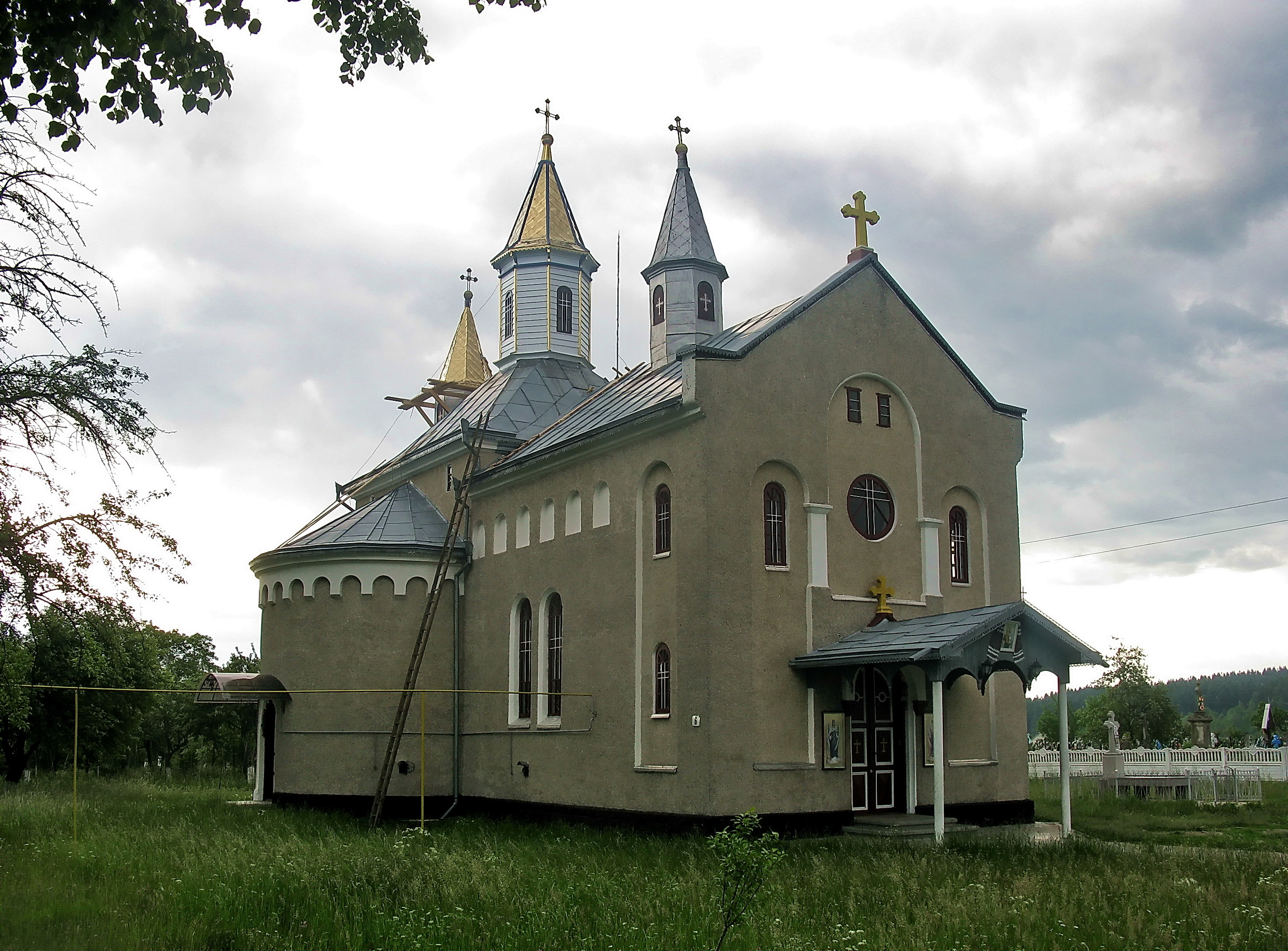
Biserica Sf. Nicolae
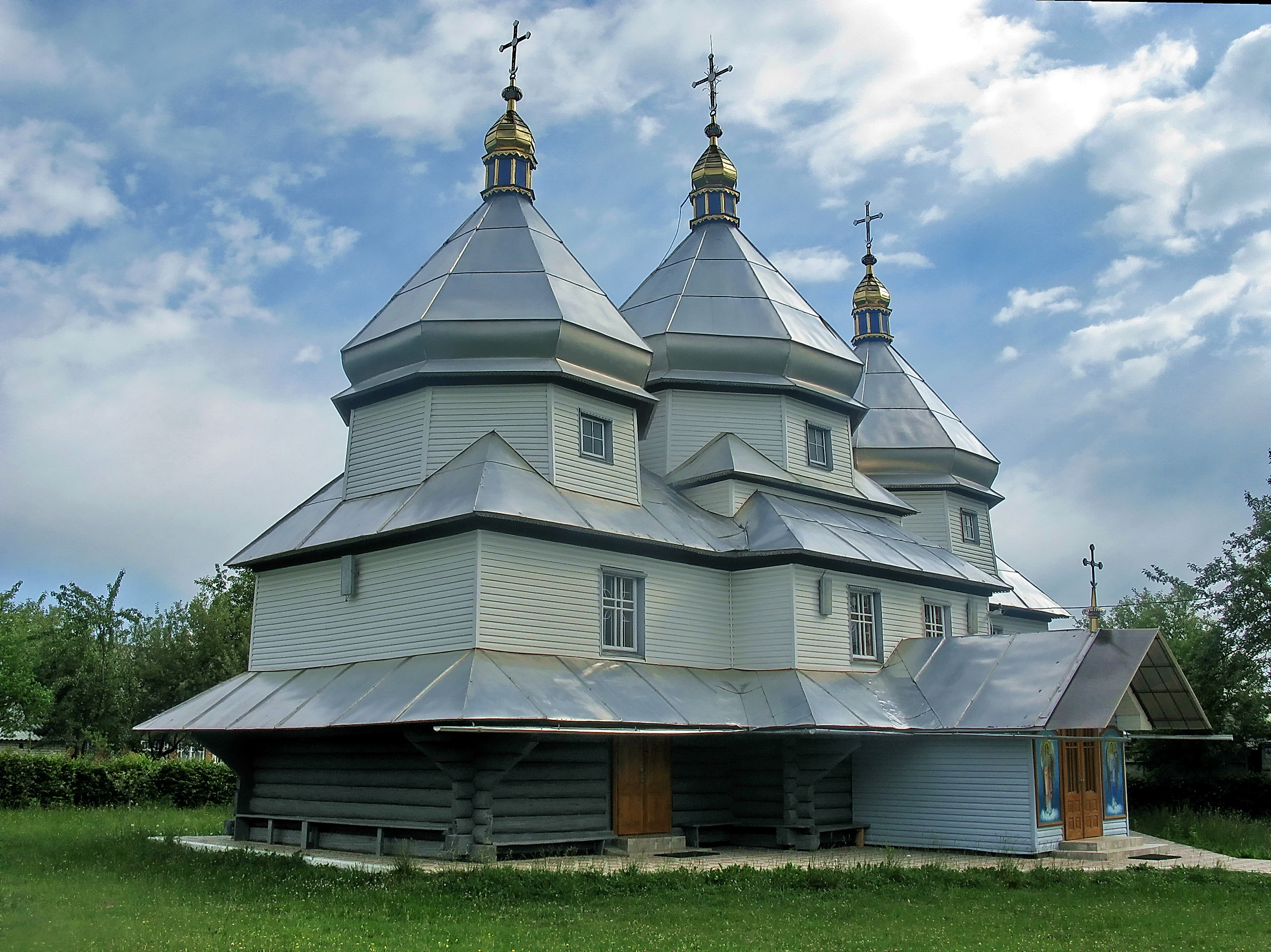
Biserica Sf. Iurie